# Árpád Berczik
Berczik Árpád  (Temesvár, 8 de julio de 1842-Budapest, 16 de julio de 1919) escritor húngaro.
Estudió derecho y trabajó para la administración, Kisfaludy Társaság (1873) y Borsszem Jankó. Publicó sus escritos en periódicos como Pesti Napló (1870-72), pero sobre todo es conocido por sus obras teatrales. 

## Obra
- Az igmándi kispap, (1881);
- Nézd meg az anyját (Bp., 1883);
- A Protekció (Bp., 1885);
- Himfy dalai (1898)
- Színművei (I-V., 1912)